# Seikyūsha
Seikyūsha (青弓社) est une maison d'édition japonaise basée à Chiyoda, Tokyo. Les principales collections de la maison Seikyūsha sont consacrées à la philosophie, à l'idéologie, à la religion, au mysticisme, à la sexualité ainsi qu'à la sous-culture. Il existe également un grand nombre de publications en relation avec la revue Takarazuka. En 2000, Seikyūsha publie une nouvelle traduction de Les Structures élémentaires de la parenté (1949, japonais : 「親族の基本構造」) de Claude Lévi-Strauss.

## Source
- (en) Cet article est partiellement ou en totalité issu de l’article de Wikipédia en anglais intitulé « Seikyūsha » (voir la liste des auteurs).